# Chiesa della Madonna della Salette (Fumane)
La chiesa della Madonna della Salette (già chiesa di San Zeno, detta comunemente "chiesa vecchia di Cavalo") è un edificio religioso situato a Cavalo, una frazione di Fumane in provincia di Verona. Si trova fuori dal centro abitato, sulla strada che porta verso la frazione Monte di Sant'Ambrogio di Valpolicella.

## Descrizione

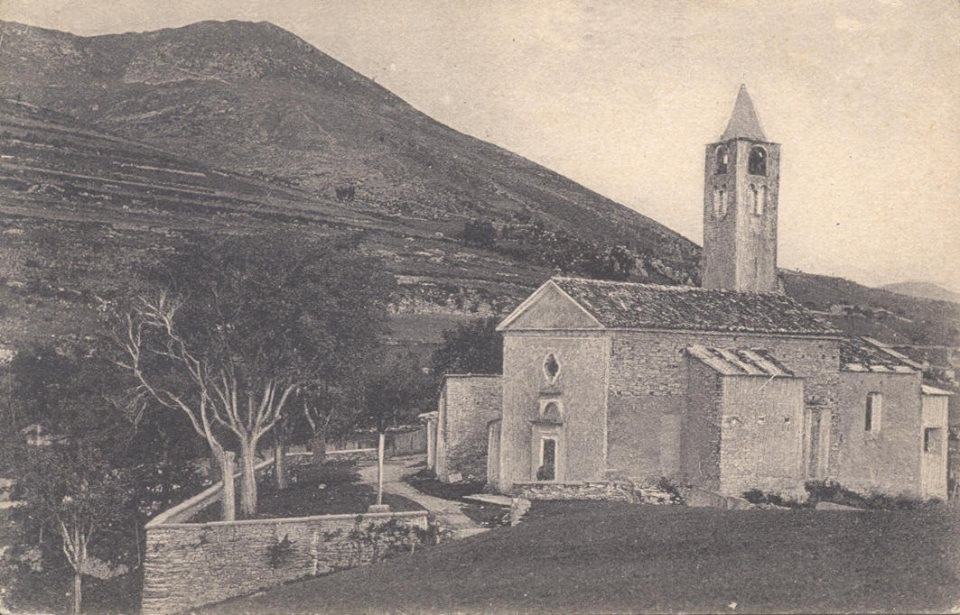
Chiesa vecchia di Cavalo in una foto d'epoca.

Divenne parrocchia nel XIV secolo servendo anche Mazzurega e Monte, era Rettoria con Priorato. L'edificio è del XV secolo, costruito su di una precedente chiesa di cui rimangono tracce del periodo romanico (la base del campanile, un mezzo capitello e la muratura del fianco settentrionale). Dal rifacimento dipende la struttura attuale, la facciata semplice, a capanna, frutto di un'unica navata, la porta è rettangolare e piccola e la lunetta ha resti di un affresco.
Il campanile, su una base preesistente romanica è basso e a pianta larga e dovrebbe essere di poco precedente al rifacimento della chiesa. Possedeva una cella campanaria a due ordini di bifore, di cui oggi ne rimane solamente quella a nord; probabilmente le altre furono ampliate per far passare campane di dimensioni maggiori. All'interno vi è fonte battesimale esagonale di marmo liscio senza iscrizioni del XV secolo. 

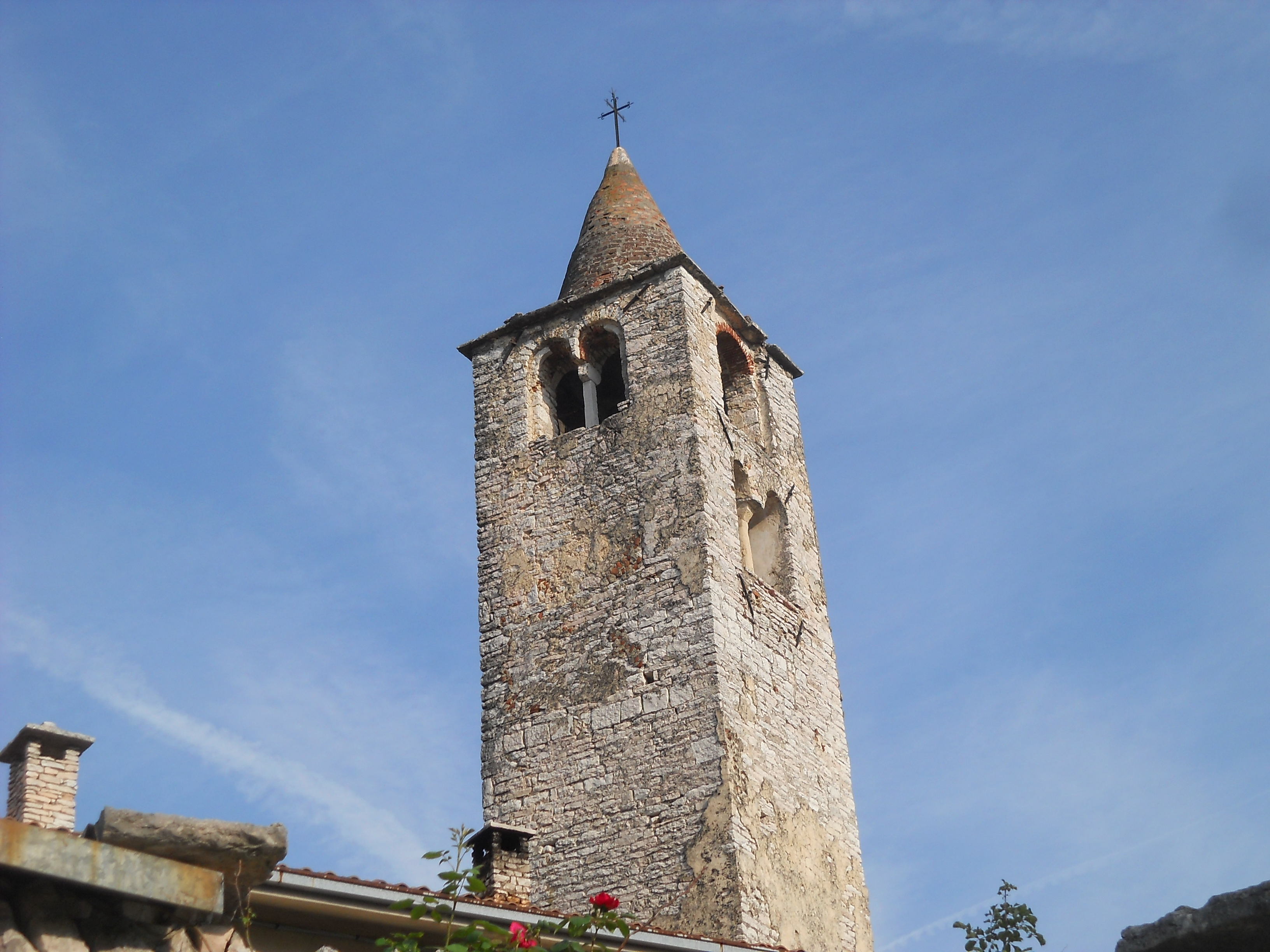
Il campanile

Nel 1610, la chiesa fu interamente affrescata da Paolo Ligozzi. Nel 1705 Antonio Simbenati dipinse la pala dell'altare maggiore con soggetto l'Assunta. Nel presbiterio, all'ingresso vi sono gli affreschi raffiguranti San Benedetto con la Regola, mentre nel lato interno della facciata vi sono rappresentazioni di San Zeno e San Rocco e San Sebastiano. Nel 1980 durante il rifacimento del pavimento si scoprì un'ara sacrificale dedicato a Lualda, una divinità degli Arusnati. Il campanile romanico è del XIV secolo.